# The Formation of Damnation
Albums de Testament
Live in London
(2005) Dark Roots of Earth
(2012)
The Formation of Damnation est le neuvième album studio du groupe de thrash metal américain Testament.
Le groupe n'avait pas produit d'album studio depuis neuf ans avec l'album The Gathering, sorti en 1999.
C'est la première fois que le guitariste d'origine du groupe, Alex Skolnick, est de la formation depuis l'album The Ritual, sorti en 1992. C'est également la première fois que le bassiste Greg Christian est de la formation depuis l'album Low, sorti en 1994.
L'album a débuté 59e au Billboard 200 Chart et s'est vendu à 11 900 exemplaires la semaine de sa sortie.
L'album est sorti le 29 avril 2008 sous le label Nuclear Blast Records.

## Composition
- Chuck Billy: Chant
- Alex Skolnick: Guitare
- Eric Peterson: Guitare
- Greg Christian: Basse
- Paul Bostaph: Batterie

## Liste des morceaux
1. For the Glory of... - 1:12
2. More Than Meets the Eye - 4:31
3. The Evil Has Landed - 4:44
4. The Formation of Damnation - 5:10
5. Dangers of the Faithless - 5:47
6. The Persecuted Won't Forget - 5:49
7. Henchman Ride - 4:00
8. Killing Season - 4:52
9. Afterlife - 4:13
10. F.E.A.R. - 4:46
11. Leave Me Forever - 4:28